# Anthurium cymbiforme
Anthurium cymbiforme är en kallaväxtart som beskrevs av Nicholas Edward Brown. Anthurium cymbiforme ingår i släktet Anthurium och familjen kallaväxter. Inga underarter finns listade.